# Ceratina calcarata
Ceratina calcarata là một loài Hymenoptera trong họ Apidae. Loài này được Robertson mô tả khoa học năm 1900.

## Hình ảnh

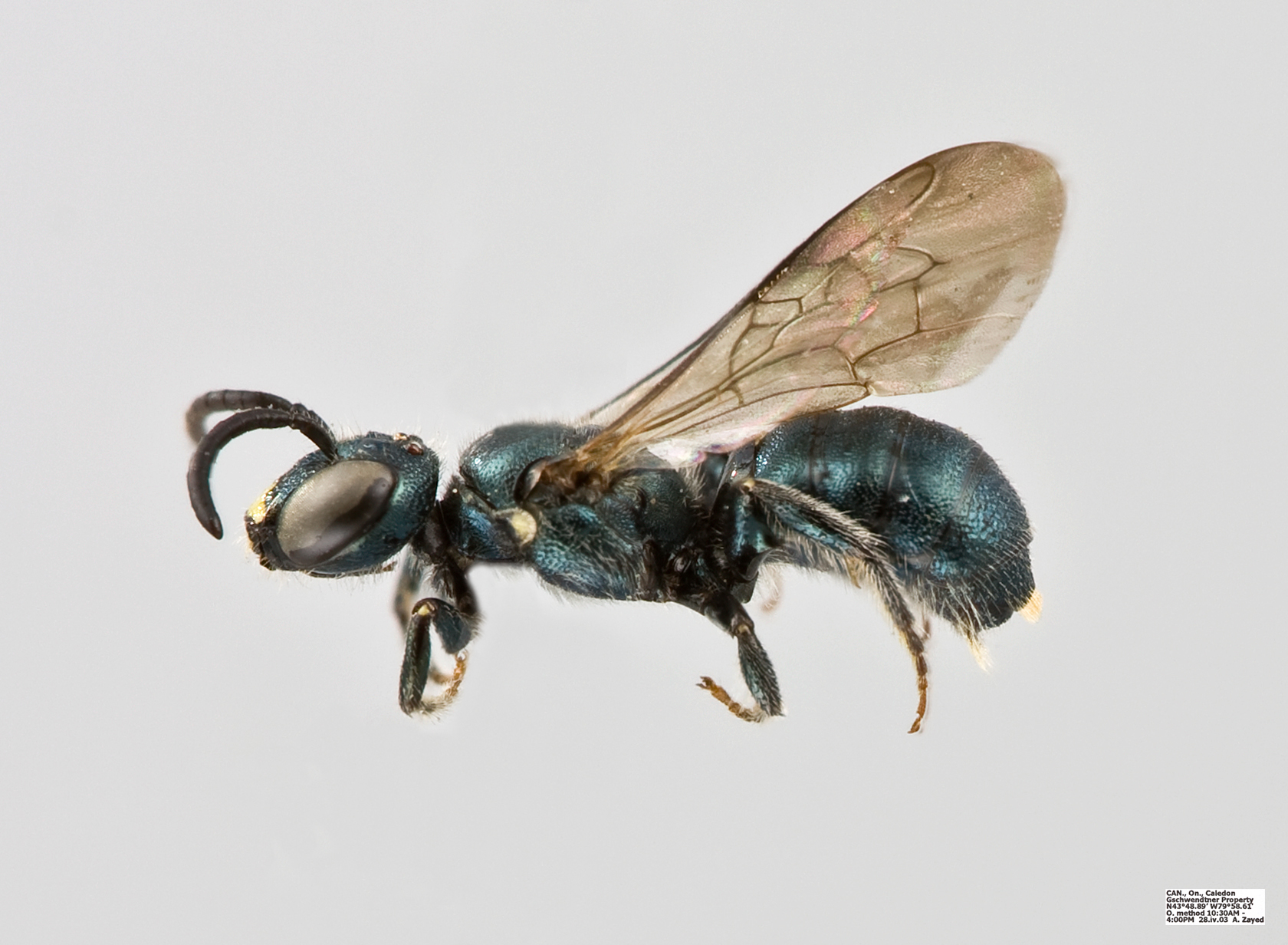